# Теодорих IV
Вижте пояснителната страница за други личности с името Теодорих.
Теодорих IV (на латински: Theudoricus; Theuderich, Theoderic, Theodoric; на френски: Thierry; * 711; † между 16 март и 30 април 737) e предпоследният меровингски франкски крал.

## Живот
Син е на Дагоберт III(ок. 698 – 715). През 715 г., след смъртта на баща му, той е прескочен, вместо него крал на Неустрия и Бургундия става Хилперих II.
През 716 г. Теодорих е изпратен „за възпитание“ в манастира Шел (Chelles) и след това в Шато Тиери. Когато Хилперих II умира през 721 г., майордом Карл Мартел определя Теодорих за крал, като властта продължава да е изцяло в ръцете на Карл Мартел.
Теодорих умира през 737 г., а кралският трон остава незает до пролетта 743 г.